# Ajtarun
Ajtarun (arab. عيترون) – wieś położona w dystrykcie Kada Bint Dżubajl, w Muhafazie An-Nabatijja, w Libanie.

## Położenie
Wioska jest położona w dolinie wśród gór na wysokości 660 metrów n.p.m., w odległości około 2 kilometrów na północ i zachód od granicy z Izraelem. W jej otoczeniu znajduje się miasto Bint Dżubajl, oraz wioski Maroun al-Ras, Ajnata i Blida. Po stronie izraelskiej jest kibuc Malkijja i moszaw Awiwim.

## Historia
Po I wojnie światowej w 1918 roku wioska weszła w skład francuskiego Mandatu Syrii i Libanu, który formalnie powstał w 1923 roku. W 1941 roku powstał Liban, który został uznany dwa lata później. W 1946 roku wycofały się ostatnie wojska francuskie. Podczas wojny domowej w Mandacie Palestyny w rejonie wioski stacjonowały siły Arabskiej Armii Wyzwoleńczej, atakujące pozycje żydowskie na terenie dawnego brytyjskiego Mandatu Palestyny. W 1956 roku trzęsienie ziemi było powodem dużych zniszczeń w rejonie Ajtarun. Z powodu bliskości granicy izraelskiej. Ajtarun cierpiała podczas kolejnych wojen izraelsko-arabskich. Podczas wojny libańskiej w 1982 roku wioskę zajęli Izraelczycy. Do 2000 roku Ajtarun znajdowała się w izraelskiej "strefie bezpieczeństwa" utworzonej w południowym Libanie. Po 1985 roku stacjonowały tutaj siły Armii Południowego Libanu. Po wycofaniu się w 2000 roku Izraelczyków, rejon wioski zajęły siły Hezbollahu. Prowadzona przez tę organizację wojna z Izraelem była przyczyną II wojny libańskiej w 2006 roku. Na wioskę Ajtarun spadły wówczas bomby, powodując duże zniszczenia i śmierć 20 mieszkańców

## Gospodarka
Lokalna gospodarka opiera się na rolnictwie.